# Grupo Desportivo de Maputo
Il Grupo Desportivo de Maputo è una società calcistica con sede a Maputo in Mozambico.
Milita nella massima serie calcistica del Mozambico.

## Storia
Il club è stato fondato il 31 maggio 1921 come Grupo Desportivo de Lourenço Marques. Il suo nome e il distintivo sono stati modificati nel 1976, dopo l'indipendenza nazionale.

## Rosa
| N. |                      | Ruolo | Calciatore |
| -- | -------------------- | ----- | ---------- |
| 1  | Mozambico (bandiera) | P     | Chando     |
| 12 | Mozambico (bandiera) | P     | Victor     |
| 21 | Mozambico (bandiera) | P     | Marcelino  |
|    | Mozambico (bandiera) | D     | Butana     |
|    | Mozambico (bandiera) | D     | Micas      |
|    | Mozambico (bandiera) | D     | Jotamo     |
|    | Mozambico (bandiera) | D     | Josue      |
|    | Mozambico (bandiera) | D     | Marito     |
|    | Mozambico (bandiera) | D     | Duda       |
|    | Mozambico (bandiera) | D     | Zeid       |

| N. |                      | Ruolo | Calciatore   |
| -- | -------------------- | ----- | ------------ |
|    | Mozambico (bandiera) | C     | Nelinho      |
|    | Mozambico (bandiera) | C     | Muandro      |
|    | Mozambico (bandiera) | C     | Josemar      |
|    | Mozambico (bandiera) | C     | Muocuana     |
|    | Mozambico (bandiera) | C     | Claúdio      |
|    | Mozambico (bandiera) | A     | Pequenino    |
|    | Mozambico (bandiera) | A     | Nito         |
|    | Mozambico (bandiera) | A     | Mavo         |
|    | Mozambico (bandiera) | A     | Sérgio       |
|    | Mozambico (bandiera) | A     | Ivan António |

## Palmarès

### Competizioni nazionali
- Moçambola: 6

1977, 1978, 1983, 1988, 1995, 2006
- Taça de Moçambique: 2

1981, 2006
- 1 Supercoppa nazionale

### Altri piazzamenti
- Coppa del Portogallo:

Semifinalista: 1957-1958
- Coppa delle Coppe d'Africa:

Semifinalista: 1990

## Partecipazione alle competizioni CAF
- CAF Champions League: 1 partecipazione

2006-07 trentaduesimi di finale